# Romy Alizée
Pour l’article ayant un titre homophone, voir Alizé (homonymie).
Romy Alizée, née en 1989, est une photographe, actrice, réalisatrice et travailleuse du sexe française.

## Parcours
Romy Alizée entame en 2010 une formation de comédienne, à Paris.
Elle découvre l'imagerie érotique par la photographie, particulièrement celle de Gilles Berquet. 
Elle devient parallèlement modèle érotique et pose notamment pour les photographes Ren Hang et Richard Kern, mais lassée des poses stéréotypées et de servir le regard masculin, elle décide progressivement de devenir elle-même photographe et réalisatrice. 
L'autoportrait est majeur dans son œuvre. 
Elle est performeuse pour les réalisatrices Émilie Jouvet en 2015, Erika Lust, Shu Lea Cheang et Poppy Sanchez en 2018.
Son travail s'étend désormais à la performance avec Gaze S, co-écrit et mis en scène avec l'artiste et travailleuse du sexe Marianne Chargois.

## Œuvre photographique
Membre du Studio Hans Lucas, elle réalise plusieurs expositions et publie ses photos en ouvrages,.

## Réalisatrice
- 2021 : Romy & Laure et le Mystère du Plug Enchanté, co-réalisé avec Laure Giappiconi (Prix du Public au Festival Courts mais trash)
- 2021 : FIST
- Romy & Laure et le Secret de l’Homme Meuble, co-réalisé avec Laure Giappiconi (Prix du Public au Festival du Film de Fesses, Festival Côté Court de Pantin)

## Actrice
- 2021 : Les Démons de Dorothy, Alexis Langlois
- 2021 : Fou de Bassan, Yann Gonzalez
- 2021 : AUF WIEDERSEHEN, Mansfield. TYA Nicolas Medy
- 2021 : Sourdingue, Victor Boulenger

## Prises de position
Dans son travail, elle se revendique « queer et féministe »,. Elle définit le porno féministe comme « un petit peu de pornographie qui remet au premier plan la sexualité des femmes, qui met en lumière les orgasmes féminins. Et qui s'intéresse aussi à ce qu’on ne voit pas à l’écran : les conditions de travail, les salaires, l'attention portée aux actrices, acteurs ».
En novembre 2018, elle s'insurge contre le contrôle de la nudité par les plateformes d'internet. Selon elle, la censure exercée par les plateformes va bien au-delà de ce que la loi sanctionne, et propose un « totalitarisme culturel insidieux » qui vise explicitement au respect d'une norme pesant sur le corps féminin. Elle est invitée à en parler sur France Inter, dans L'Instant M, présenté par Sonia Devillers.